# Flughühner

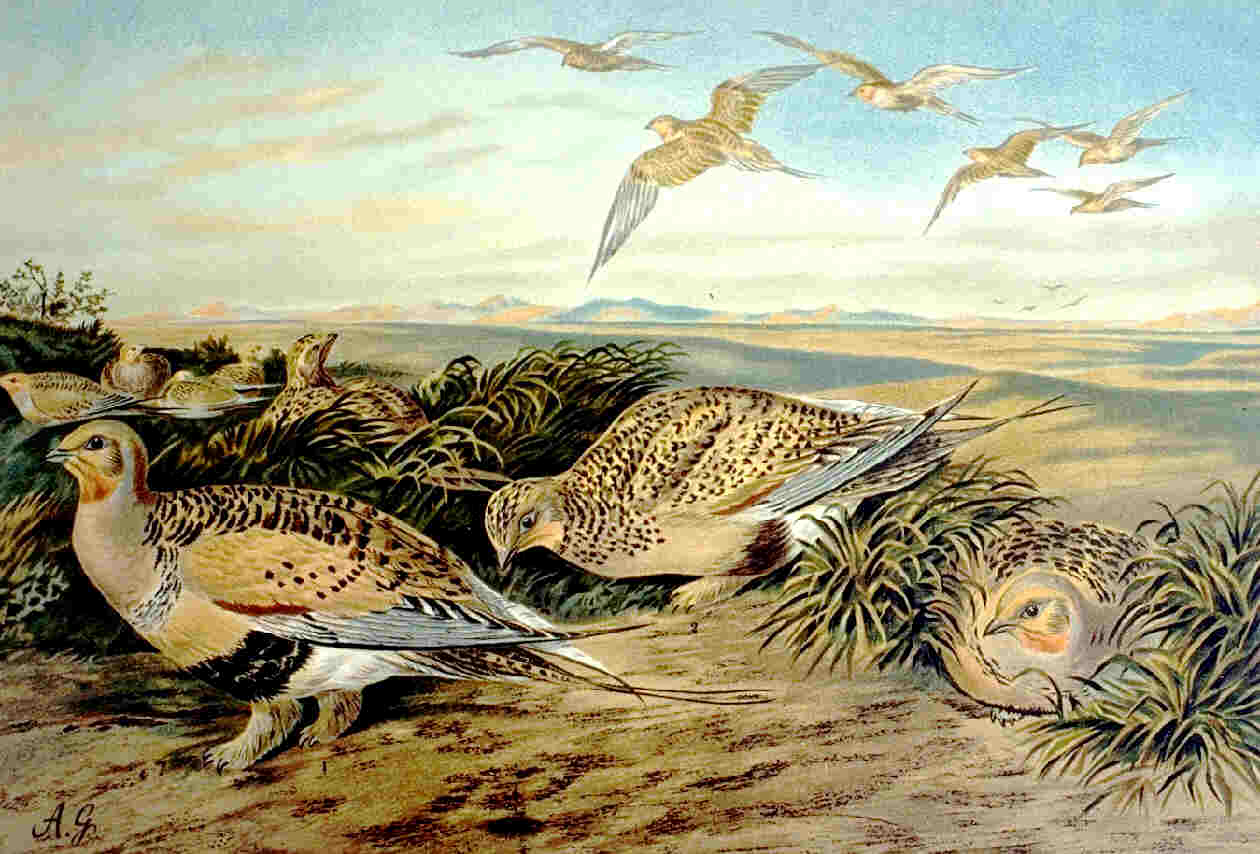
Steppenhuhn (Syrrhaptes paradoxus)

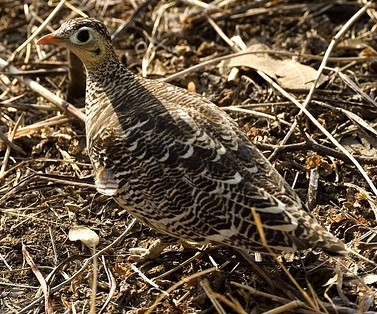
Indisches Flughuhn (Pterocles indicus)

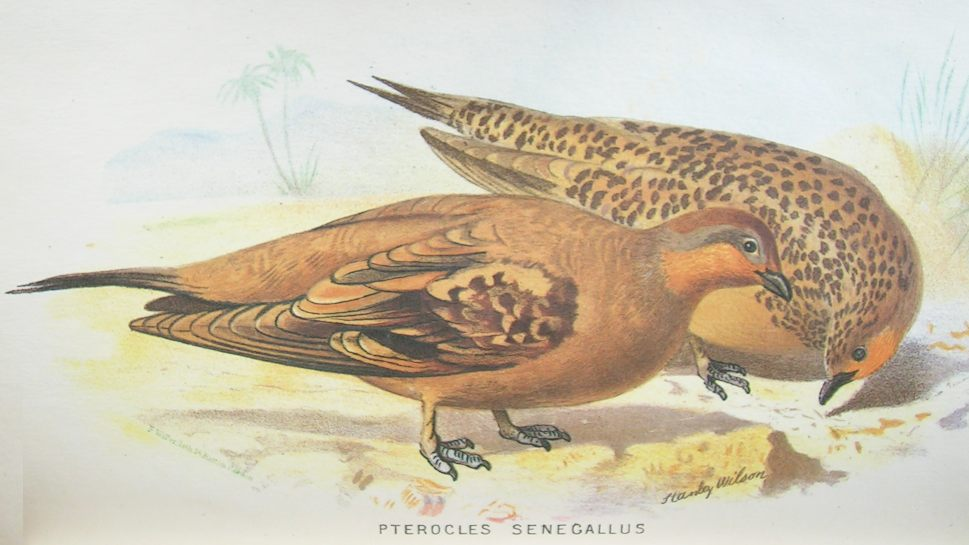
Senegal-Flughuhn (Pterocles senegallus)

Flughühner (Pteroclidae) sind Bodenvögel, die in 16 Arten Wüstensteppen und Halbwüsten Eurasiens und Afrikas bewohnen. Die Mitglieder dieser Familie sind insgesamt in Aussehen, Verhalten und Reproduktionsbiologie sehr einheitlich.

## Merkmale
Flughühner sind rebhuhn- bis taubengroß mit einem Gewicht von 150 bis 400 g, besitzen kurze Schnäbel, kurze Beine, einen rundlichen Körper und einen kleinen Kopf. Einige Arten (z. B. Spießflughuhn) haben an Flügeln und Schwanz verlängerte Federn. In Anpassung an ihre Umgebung ist ihr Gefieder in Braun- und Grüntönen gehalten, vorherrschend sand- und ockerfarben mit schwarzen Bändern und Tupfen. Die Beine sind befiedert, bei den Steppenhühnern auch die Zehen.

## Lebensraum
Flughühner bevorzugen als Lebensraum wüstenhafte Gebiete, sind jedoch nicht ausschließlich an Wüsten gebunden. So bewohnt das Madagaskar-Flughuhn die grünen Hügellandschaften der namensgebenden Insel, während das Braunbauch-Flughuhn sich sogar hauptsächlich in Wassernähe aufhält.

## Lebensweise
Da Flughühner bevorzugt Gebiete mit sehr hohen Temperaturen und wenig oder gar keinen Schattenspendern bewohnen und sich hauptsächlich von Samen (Leguminosen) ernähren, müssen sie regelmäßig trinken. Sie leben nomadisch, manche wechseln auch saisonal zwischen Brut- und Wintergebieten, z. B. Gelbkehl-Flughuhn und Senegal-Flughuhn. In der Dämmerung suchen sie in großen Schwärmen Wasserstellen auf, die bis zu 50 km entfernt liegen können. Die Männchen von Brutpaaren kauern sich dabei bis zum Bauch in die Wasserstellen und schwenken ihren Körper hin und her. Dabei saugt sich ihr Bauchgefieder mit Wasser voll. Damit fliegt das Männchen zurück zum Nest und lässt die Jungen das Wasser aus dem Gefieder saugen. Die Federn am Bauch besitzen einen speziellen Aufbau, der eine besonders hohe Speicherfähigkeit aufweist und Verdunstung während des Transports reduziert. Dadurch bleiben trotz der großen Entfernung zum Nest durchschnittlich 40–45 % des aufgenommenen Wassers im Gefieder gespeichert. Die Nester der Flughühner sind kleine Mulden, die kaum ausgepolstert werden. Das Weibchen legt zwei- bis dreimal im Jahr etwa drei Eier, die von beiden Elternteilen bebrütet werden. Die Brutzeit beträgt 21 bis 23 Tage.

## Systematik
Die Systematik der Flughühner war lange Zeit umstritten. So wurden sie von den Zoologen der Ordnung der Wat-, Hühner- oder Taubenvögel zugewiesen, da ihr Äußeres und einige Verhaltensweisen (Bodenbrüter, Nestflüchter, Schnabelform) an Hühnervögel wie etwa Rebhühner oder Steinhühner erinnern. Flugweise und einige anatomische Details wiederum scheint die Flughühner eher mit den Tauben zu verbinden, während andere Besonderheiten wie das Fehlen der Wachshaut, der Schädelbau oder die Anatomie des Verdauungstraktes eher an Watvögel erinnern. Heute bilden sie eine eigene Ordnung. Einzige Familie dieser Ordnung sind die Flughühner, Pteroclidae. Folgende Gattungen und Arten finden sich in dieser Familie:
- Familie Flughühner (Pteroclidae)
  - Gattung Steppenhühner (Syrrhaptes)
    - Steppenhuhn (S. paradoxus)
    - Tibetisches Steppenhuhn (S. tibetanus)

  - Gattung Eigentliche Flughühner (Pterocles)
    - Untergattung Pterocles[2][3]
      - Spießflughuhn (P. alchata)
      - Namaflughuhn (P. namaqua)
      - Braunbauch-Flughuhn (P. exustus)
      - Tropfenflughuhn (P. senegallus)
      - Sandflughuhn (P. orientalis)
      - Gelbkehl-Flughuhn (P. gutturalis)
      - Kronenflughuhn (P. coronatus)
      - Schmuckflughuhn (P. decoratus)
      - Madagaskar-Flughuhn (P. personatus)
      - Wellenflughuhn (P. lichtensteinii)
      - Bindenflughuhn (P. indicus)
      - Buschflughuhn (P. quadricinctus)
      - Nachtflughuhn (P. bicinctus)
      - Fleckenflughuhn (P. burchelli)

    - Untergattung Nyctiperdix
      - Streifenflughuhn (P. lichtensteinii)
      - Doppelband-Flughuhn (P. bicinctus)
      - Indisches Flughuhn (P. indicus)